# Sheen bolygója
A Sheen bolygója (eredeti cím: Planet Sheen) amerikai televíziós 3D-s számítógépes animációs sorozat, ami 2010-ben indult, és a 2002-es Jimmy Neutron kalandjai spin-offja. A sorozatnak 26 epizódja készült, amit a Nickelodeon adott. A Sheen bolygóját Amerikában 2010. október 2-ától 2013. február 15-ig vetítették. Magyarországon 2012. augusztus 1-jétől szeptember 6-ig a Nickelodeon sugározta. Az alacsony nézettség miatt csak az első 13 epizódot mutatták be, és hamar le is került a műsorról.

## Történet
A sorozat főszereplője a Jimmy Neutron kalandjaiból megismert Sheen Estevez, aki miután ellopta Jimmy rakétáját a Zeenu nevű bolygón landolt ahol a Zeenunian nevű űrlények laknak. Miután földet ért az egyik lakó Hangyás házára zuhan, (akit Sheen gyakran gúnyol a neve miatt) és célja hogy elpusztítsa Sheent. A sorozatban Sheen sok új barátra tesz szert mint Doppy Dopweailer A zöld csigaszerű lény aki hasonlít Carl Wheezerre, a Császár a bolygó uralkodója (Aki megteszi Sheent királyi tanácsadóvá), Nesmith az intelligens majom, és egy kék lány Assifa akibe Sheen szerelmes lesz és van egy állatja Chock Chock aki egy Chocktow (A legveszélyesebb lény a bolygón)

## Szereplők

### Sheen Estevez
Sheen egy 13 éves buta, nyurga, hiperaktív fiú aki a sorozat főszereplője. Harmadszorra járta a 4. osztályt amikor elindult a Zeenura. Mivel ő a Zeenui császár tanácsadója, Sheen gyakran megmenti a napot, ellenben az eredeti sorozattal, és nagyon oda van Assifaért. Eredeti hangja: Jeff Garcia Magyar hangja: Molnár Levente

### Mr. Nesmith
Mr. Neshmith egy csimpánz a földről aki 48 éve él a Zeenun. Fejlett intelligenciája van és tud beszélni. A földön cirkuszi előadó volt feleségével Beverlyvel. Most Sheen házában él vele együtt. A neve utalás Michael Nesmithre aki az 1960-as években egy pop-rock együttes tagja volt a The Monkeesé. Ő Jimmy Neutron mása. Eredeti hangja: Bob Joles Magyar hangja: Bartucz Attila

### Hangyás
Hangyás a legfőbb ellenség a sorozatban. Ő volt régen a császár királyi tanácsadója. De amikor Sheen a bolygóra érkezik és rázuhan Hangyás házára, mindenki megszereti és neki adják a tanácsadói posztot. Ennek eredményeként hangyás bosszút esküszik Sheenen és el akarja őt pusztítani. Eredeti hangja: Jeff Bennett Magyar hangja: Galbenisz Tomasz

### Pinter
Pinter egy kicsi narancssárga egyszemű denevérszárnyú lény, aki hangyás segédje. Eredeti hangja: Thomas Lennon Magyar hangja: Seszták Szabolcs

### Császár
Császár egy kis lila tintahalfejű lény. 11 csáp van a szakállán és 8 ág a koronáján. A császár szemében Sheen a mitológiai béke hordozója a jólét és az öröm, akiknek érkezését előre megmondta a Nagy Jóság Könyve (A Zeenui Biblia). Miután látta hogy Sheen legyőzi a szörnyeket nem csak királyi tanácsadóvá léptette elő, hanem megpróbálja rávenni hogy elvegye a lányát Oom hercegnőt. Eredeti hangja: Fred Tatasciore Magyar hangja: Vass Gábor

### Oom hercegnő
Oom hercegnő Egy Lila idegen és a császár lánya. Sárga ruhát visel és magasabb az apjánál. Oom őrülten szerelmes Sheenbe, és megpróbálja elcsábítani, két arca van. Oom gyakran ad Sheennek egy "Nyalifalit" (Megnyalja az arcát). Eredeti hangja: Candi Milo Magyar hangja: Sipos Eszter Anna

### Doppy Dopweiler
Doppy Dopweiler Carl Wheezer Zenui mása. Hasonlít egy zöld csigára, olyan arca van mint Carlnak és négy szeme van amin 2 pár szemüveget hord. Carlhoz hasonlóan ő is túlsagosan aggódik és könnyen sértődik. A neve betűzve "Dopptralalalalalalalay", a "tralalalalalalala" az csöndes. Eredeti hangja: Rob Paulsen Magyar hangok: Baráth István

### Assefa
Assefa egy bátor kék bőrű Glimmorian-i lány, aki a lófarkát úgyis tudja használni mint egy harmadik kart. Kalandos és harcos lány. Sheen odavan Assefaért de túl ideges hogy elmondja neki mert bizonytalan hogy ő hogy érez iránta (bár valószínűleg ő is ugyanúgy érez). Assefa hasonlít Neytiri-re az Avatarból de ez csak véletlen egybeesés mivel a karaktereket azelőtt tervezték mielőtt az Avatar mozikba került volna. Legalább 14 nyelven beszél, többek közt a Zeenuiak nyelvén és a Tűzgofrik nyelvén. (lásd: Lepényre lesve c. rész) Eredeti hangja: Soleil Moon Frye Magyar hangja: Nádorfi Krisztina

### Chock Chock
Chock Chock Assifa kiskedvence aki egy Chucktow. Ő egy nagy zöld dinoszaurusz-szerű lény, képes tüzet okádni, olvasni, és játszani a harmonikán. A színe aránylag páratlan mivel a "Csörtető csorda" című részben a legtöbb férfi Chocktow kék árnyalatú bár voltak zöld férfi Chocktowk is. (Bár ez ritka) Egyszer beleszeretett egy rózsaszín női Chocktowba de gyorsan meggondolta magát, amikor elutasította őt egy másikért.